# Aqabah
Ne doit pas être confondu avec 'Aqqaba.
Aqabah, en arabe : العقبة, ou Al Aqabah, Aqaba, Al Aqaba, est un village du gouvernorat de Tubas en Palestine, situé au nord de la Cisjordanie. Territoire palestinien occupé par Israël, le village est la cible des démolisseurs de l'administration civile israélienne.
Selon le recensement du bureau central palestinien des statistiques, la localité compte une population de 168 habitants en 2017.